# François Bégaudeau
François Bégaudeau, né le 27 avril 1971 à Luçon (Vendée), est un écrivain français, surtout connu pour ses romans et ses essais.
Ses romans Entre les murs (2006) et La Blessure, la vraie (2011) sont adaptés au cinéma. Il joue le rôle principal dans l'adaptation du premier et le film remporte la Palme d'or lors du Festival de Cannes 2008.
Il est aussi connu pour son engagement politique à l'extrême gauche, proche du marxisme libertaire. Il est l'auteur de plusieurs essais politiques comme Histoire de ta bêtise (2019) ou Notre joie (2021).

## Biographie

### Jeunesse et débuts
Né à Luçon, en Vendée, François Bégaudeau passe toute son enfance à Nantes. Il est le fils d'enseignants dans un environnement classé à gauche, son père étant « plutôt parti communiste français ». Ses amitiés dans ses études en hypokhâgne l'amènent plutôt vers l'anarchisme, cependant il déclare avoir voté pour Olivier Besancenot lors de l'élection présidentielle de 2002. Il fut momentanément attiré par la gauche social-démocrate et proche des Verts. Il vota pour Ségolène Royal en 2007. Il développe depuis une critique à l'encontre du vote comme un acte "antipolitique".
Le rock est un autre déterminant : durant ses années d'études supérieures, il fonde avec quelques amis le groupe punk rock Zabriskie Point dont il est le chanteur et le parolier. Le groupe enregistre quatre albums entre 1992 et 1999, réédités en 2009 par le label Des Gens de l'Occident et un album live enregistré pendant la tournée d'adieu en 1999.
Agrégé de lettres modernes en 1994, il poursuit d'abord une carrière d'enseignant, mais livre dès 1995 quelques textes aux Cahiers du cinéma, dont il devient un rédacteur à part entière à la fin de 2003, après avoir publié aux éditions Verticales son premier roman Jouer juste. Suivent un autre roman Dans la diagonale (2005) et une « fiction biographique », Un démocrate, Mick Jagger 1960-1969 qui inaugure une nouvelle collection chez le label discographique Naïve.
Par ailleurs, François Bégaudeau est réalisateur au sein du collectif Othon dans lequel on trouve Gaëlle Bantegnie et Xavier Esnault, avec par exemple Jacques en 2007. Le collectif a réalisé trois documentaires : Jeunes militants sarkozystes (2008), On est en démocratie (2010) et Le fleuve, la tuffe et l’architecte (2012). Un documentaire sur Cergy-Pontoise est sorti en 2014, intitulé Conte de Cergy avec un certain nombre de clins d'œil au film d'Éric Rohmer, L'Ami de mon amie.

### Diversification

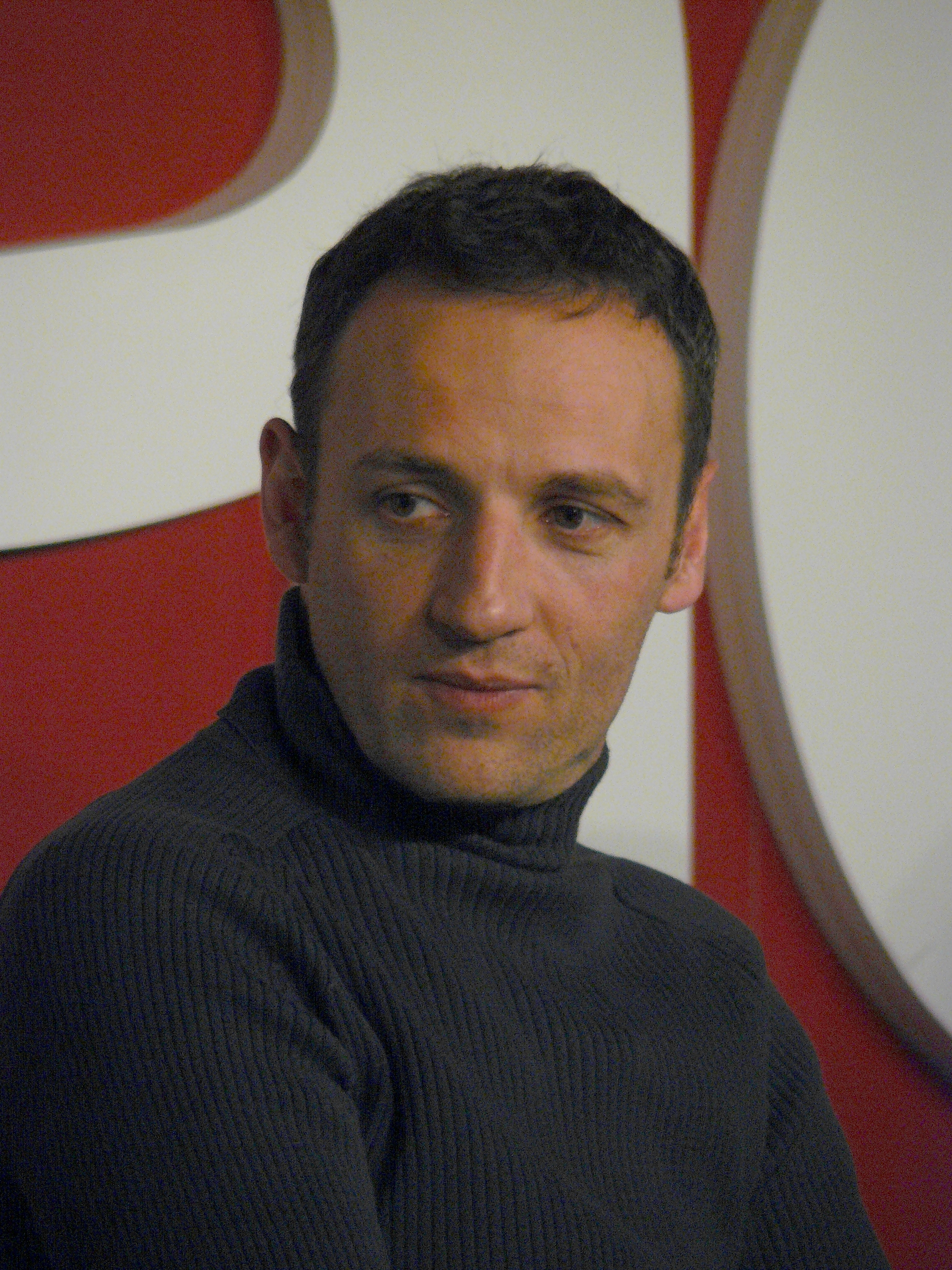
À une classe de maître parisienne, à l'occasion de la sortie vidéo d'Entre les murs, le 25 mars 2009.

En 2006, son troisième roman, Entre les murs, inspiré par son expérience d'enseignant en ZEP au Collège Mozart à Paris, lui vaut de recevoir le Prix France Culture-Télérama. L'adaptation du livre pour le cinéma, dans laquelle il joue le rôle principal, obtient la Palme d'Or à Cannes en 2008. L'histoire est celle d'une classe de 4e pendant une année, et montre notamment la difficulté du professeur face à l'indiscipline, l'homophobie, l'antisémitisme, etc.
L'enseignant et essayiste Jean-Paul Brighelli estime que François Bégaudeau a d'une manière générale une valeur « degré zéro » en ce qui concerne l'éducation, et Brighelli cite Philippe Meirieu, qui affirme que la gauche ne devrait pas revendiquer le film Entre les murs : les pratiques pédagogiques qui y sont présentes ne seraient pas de gauche, car fondées sur l'affect et la complicité avec les élèves, alors qu'il faudrait leur donner la parole en se mettant « à leur portée et non à leur niveau ». Philippe Meirieu estime néanmoins que le film a des côtés positifs, montrant notamment « la réalité du terrain scolaire » et que les enseignants peuvent « militer pour le lien social ».

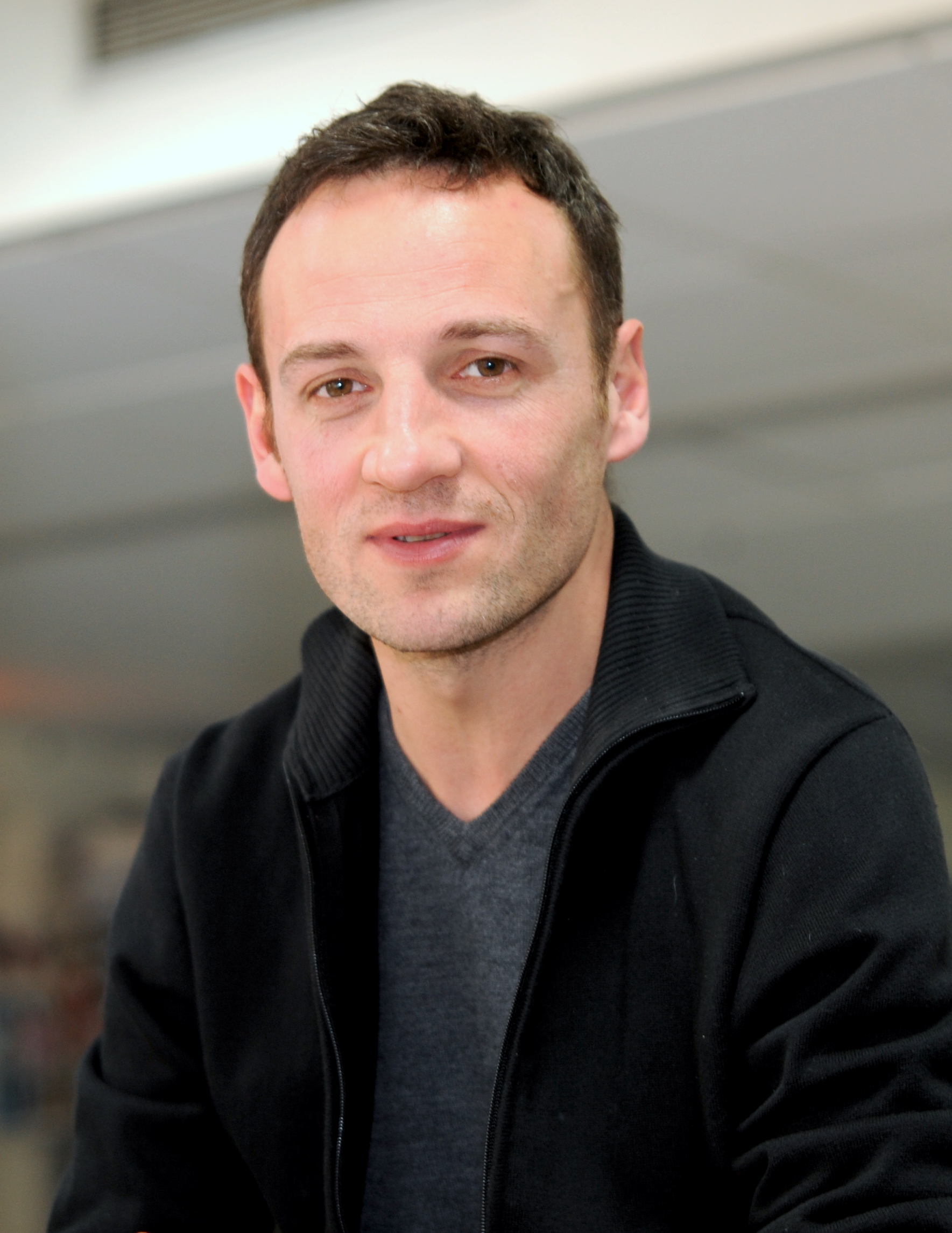
François Bégaudeau, le 10 mars 2010 à Paris.

Il publie en 2009 Vers la douceur, un roman qui est une chronique parisienne contemporaine sur divers couples, « tour à tour sentimentale, politique ou psychologique ». A cette occasion, L'Express le décrit comme un « styliste, qui maîtrise le swing des mots, leur sonorité, la place de la virgule », le journal estimant que Vers la douceur vaut pour le « rythme de la phrase ». A l'inverse, Libération déplore un « langage oral accablant de facilité », et le journal Les Inrocks lui trouve un « côté terriblement beauf », du type « bière-foot-cul ». Le magazine Transfuge estime que l'auteur est rejeté par une certaine gauche en fonction de son positionnement politique, estimé selon sa façon de parler de la sexualité.
En 2013, il scénarise son premier album de bande dessinée, Mâle occidental contemporain, dessiné par Clément Oubrerie et paru chez Delcourt.
En janvier 2019, il publie Histoire de ta bêtise, une « généalogie de [l]a bêtise » de la « bourgeoisie contemporaine ». Il critique le « bourgeois de gauche électeur d'Emmanuel Macron, qu'il assimile à un idiot faussement cool et progressiste. L'auteur s'adresse, avec l'emploi systématique du pronom personnel « tu », à des interlocuteurs fictifs, différents personnages en vue, journaliste, auteur, homme politique, responsable d'entreprise, marketing, etc. L'ouvrage est critiqué dans la presse par Slate, qui lui reproche de « méprise[r] son lecteur » et par Le Monde, qui lui reproche de se laisser aller à une « haine » qui retire « le moindre sens » à son analyse. En février, à l'occasion de la présentation du livre sur le plateau de l'émission Zemmour et Naulleau, le critique littéraire Éric Naulleau ira jusqu'à qualifier François Bégaudeau de « stalinien ».
À la suite de la publication de Histoire de ta bêtise, François Bégaudeau est révoqué de son poste de critique à la revue Transfuge. Son directeur, Vincent Jaury, s'en explique dans l'éditorial du numéro d'avril 2019, avançant que ce qui « irrigu[e] le fond de ce livre » est « un glissement rouge-brun, une pulsion fasciste ». Fin mars, François Bégaudeau publie sur son blog une longue réponse à son ancien patron, tout en soulignant que l'éditorial « flirte avec la diffamation ».
François Bégaudeau cite des influences diverses, qui vont du philosophe Jacques Rancière à la musique punk, en passant par Frédéric Lordon, Geoffroy de Lagasnerie, Henri Guillemin, Bourdieu, etc.,. François Bégaudeau est, selon le site AOC, un « nietzschéen vitaliste qui se situe dans un au-delà du bien et du mal », et Le Comptoir le décrit comme étant un « disciple de Jacques Rancière ». Selon L'Express, Witold Gombrowicz est l'un des « maîtres » de François Bégaudeau.

## Thèmes abordés et orientation politique
François Bégaudeau est qualifié, et se qualifie lui-même, de marxiste libertaire. Cependant, il ne se considère pas révolutionnaire,, il se montre dubitatif sur l’idée qu’une révolution puisse déboucher sur autre chose qu’une autre forme de violence. Il est ainsi décrit par Mediapart comme un « écrivain de la gauche radicale » Il se veut un critique de la bourgeoisie, aussi bien la bourgeoisie catholique que la bourgeoisie de gauche.
Dans ses ouvrages, il met en scène les dynamiques de lutte sociale ayant lieu dans les différentes strates de la société : dans En guerre, une « prolétaire » et un intellectuel de la classe moyenne interagissent sans jamais réussir à se comprendre réellement ; dans Un enlèvement, il met en scène une famille bourgeoise de la classe moyenne supérieure partie en vacances, il y illustre (en se moquant) l'ennui latent et l'hypocrisie qu'il perçoit dans cette catégorie sociale.
L'engagement marxiste de François Bégaudeau, son rejet et sa critique du système scolaire actuel découlent (dans ses écrits) en une illustration récurrente de certains phénomènes sociaux. Ainsi, la thématique de l'école, des inégalités qu'on y retrouve, de l'impasse structurelle de l'enseignement conventionnel français et de son système de notation,, sont largement critiqués, notamment dans Entre les murs. Le positionnement de Bégaudeau contre l'institution scolaire rejoint le point de vue d'Ivan Illich, qui, dans Une société sans école, publié en 1971, proposait de « déscolariser la société ».
En 2023, il se rapproche des mouvements décoloniaux en apportant officiellement son soutien à Houria Bouteldja après la sortie de son livre Beaufs et barbares : Le pari du nous, lors d’une entrevue accordée au média À gauche

## Accusation de sexisme
Le 4 avril 2024, il est jugé pour « diffamation en raison de l'appartenance à un sexe » par la 17e chambre du tribunal de Paris. L'écrivain est accusé d'avoir publié le 20 mai 2020 sur son forum, dans le cadre d'une conversation avec l'une de ses connaissances, un message diffamatoire et sexiste à l'encontre de l'historienne Ludivine Bantigny,,.
Dans ce message, il écrit au sujet de l'historienne, que « tous les auteurs de La Fabrique lui [seraient] passés dessus, même Lagasnerie ». Ludivine Bantigny dit s’être sentie souillée par ces propos , transformée en « objet sexuel ». Elle ajoute que ce n'est pas une blague, mais « une violence sexiste ».
François Bégaudeau admet « une blague », qu'il qualifie de « triviale », « beauf », « malvenue ». Il comprend que ladite blague « ait blessé, vexé, humilié la principale intéressée », et précise : « Je dirais que ce n’est pas une faute morale, c’est une faute de goût. Ce n’est pas une intention de faire du mal, il y a un effet de faire du mal. »
Le 27 mai 2024, il est relaxé de l'accusation de diffamation par le tribunal correctionnel de Paris, qui estime cependant que la plaignante « a pu légitimement être offensée par ces propos, indéniablement empreints de sexisme »,. Quelques mois plus tard, dans son livre Comme une mule, il revient en détail sur cette affaire et développe ses vues à propos du lien entre humour et morale ainsi qu'entre art et politique,. Il critique notamment dans cet essai ce qu’il appelle un « féminisme moral »,,,.

## Bibliographie

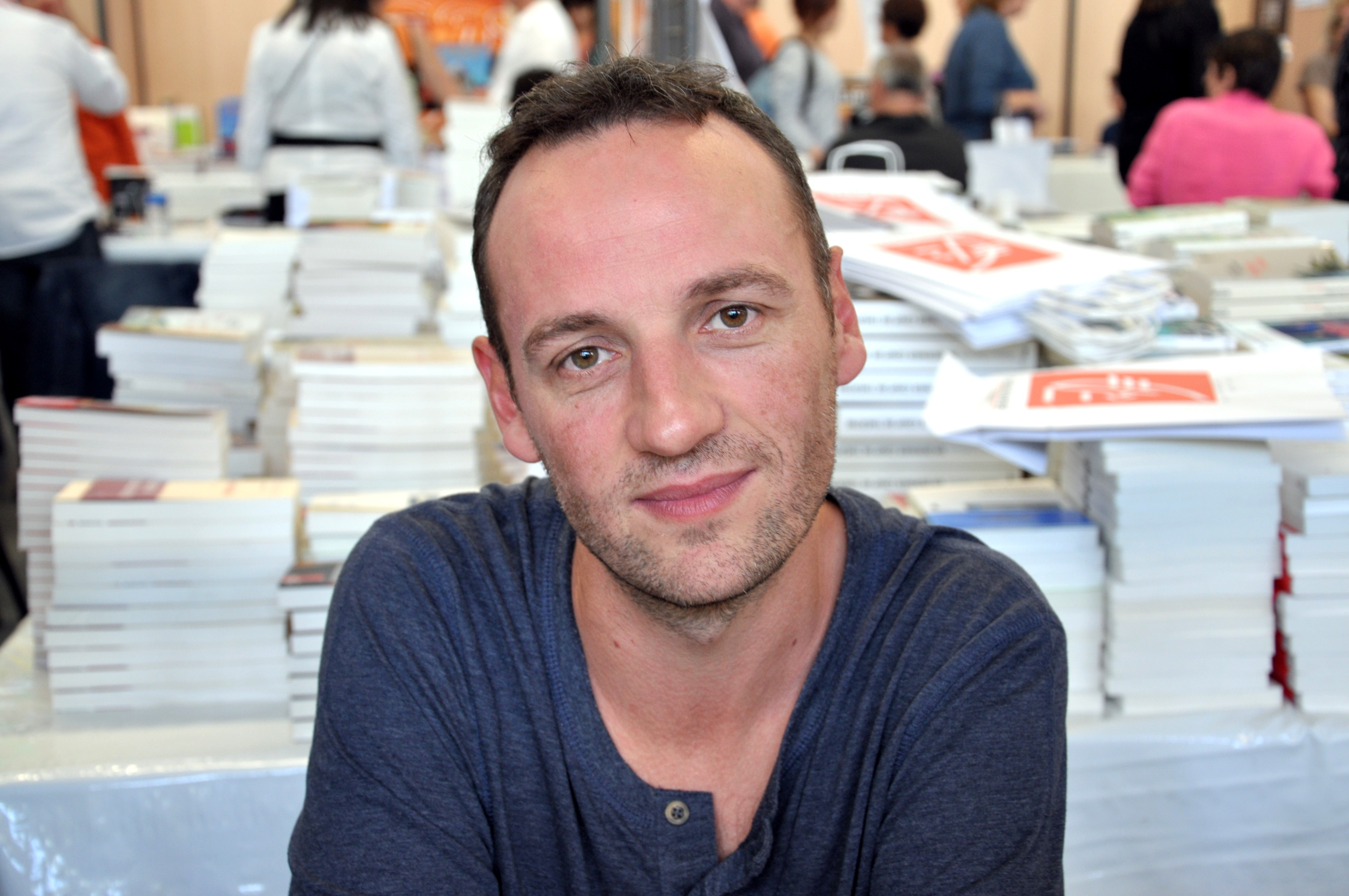
François Bégaudeau à Mouans-Sartoux en 2012.

### Fiction
- Jouer juste, Verticales, 2003,  (ISBN 2-84335-158-8).
- Dans la diagonale, Verticales, 2005,  (ISBN 2-84335-202-9).
- Un démocrate : Mick Jagger 1960-1969, Naïve, 2005,  (ISBN 2-350-21001-4).
- Entre les murs, Verticales, 2006,  (ISBN 2-07077-691-3).
- Fin de l'histoire, Verticales, 2007
- Collaboration à Une chic fille, ouvrage collectif, Naïve Records, 2008
- Vers la douceur, Verticales, 2009,  (ISBN 978-2-07-012301-8) (BNF 41438347)
- La Blessure, la vraie, Verticales, 2011,  (ISBN 978-2-07-013107-5)
- Au début, Alma, 2012
- Deux Singes ou ma vie politique, Verticales, 2013,  (ISBN 978-2-07-013980-4)
- Le Moindre Mal, Raconter la vie, 2014,  (ISBN 2370210044)
- La Politesse, Verticales, 2015
- L’Ancien Régime. La Première Femme à l'Académie française, Incipit, 2016.
- Molécules, Verticales, 2016,  (ISBN 978-2-07-019722-4)
- En guerre, Verticales, 2018,  (ISBN 978-2-07-277679-3)
- Un enlèvement, Verticales, 2020,  (ISBN 978-2-07-289820-4)
- Ma cruauté, Verticales, 2022,  (ISBN 978-2-07-296307-0)
- L'Amour, 90 p., Verticales, 2023,  (ISBN 978-2-07-302916-4)
- Désertion, Verticales, 2026, (ISBN 978-2-07-312327-5)

### Essais
- Collaboration à Débuter dans l'enseignement : Témoignages d'enseignants, conseils d'experts, ouvrage collectif, ESF, 2006
- Collaboration à Devenirs du roman, ouvrage collectif, Naïve, 2007
- Collaboration à Une année en France : Réferendum/banlieues/CPE, ouvrage collectif, Gallimard, 2007
- Codirection avec Xavier de La Porte de Le sport par les gestes, Calmann-Lévy, 2007
- Collaboration à Remix # 4, ouvrage collectif, Hachette Littératures, 2008
- Antimanuel de Littérature, Bréal, 2008  (ISBN 2-74950-328-0)
- Collaboration à La Politique par le sport, ouvrage collectif, Denoël, coll. Médiations, 2009  (ISBN 978-2207261330)
- Parce que ça nous plaît : L’invention de la jeunesse, avec Joy Sorman, Larousse, collection Philosopher, 2010  (ISBN 978-2035842930)
- Tu seras un écrivain mon fils, Bréal, 2011  (ISBN 2749530547)
- « Une vie périphérique » dans le magazine Megalopolis, mars 2012
- D’âne à zèbre, Grasset & Fasquelle, 2014
- La critique de cinéma à l'épreuve d'Internet, L'Entretemps, 2014  (ISBN 978-2-35539-190-3)
- Une certaine inquiétude (correspondance avec Sean Rose), Albin Michel, 2018  (ISBN 978-2-226-32660-7)
- Histoire de ta bêtise, Fayard/Pauvert, 2019  (ISBN 978-2720215629)
- Jésus, les bourgeois et nous, entretiens avec Paul Piccarreta, Éditions de l'escargot, 2020  (ISBN 978-2380740073)
- À Valenciennes, ouvrage collectif (Othon), Au diable vauvert, 2020  (ISBN 9791030703344)
- Notre joie, Fayard/Pauvert, 2021  (ISBN 9782720216749)
- Comment s'occuper un dimanche d'élection, Divergences, 2022  (ISBN 9791097088484)
- Boniments, Amsterdam, 2023  (ISBN 9782354802615)
- À Arles, ouvrage collectif (Othon), Divergences, 2023  (ISBN 9791097088545)
- Comme une mule, Stock, 2024  (ISBN 9782234097179)
- À Brest, ouvrage collectif (Othon), Divergences, 2025  (ISBN 9791097088781)
- Psychologies, Amsterdam, 2025  (ISBN 9782354803131)

### Jeunesse
- L'Invention du jeu, roman, Hélium, 2009

### Bande dessinée
- Mâle Occidental Contemporain, en collaboration avec Clément Oubrerie, Delcourt, 2013
- Petite frappe, dessin de Grégory Mardon, Delcourt, collection Mirages, 2014  (ISBN 978-2-7560-4333-3)
- Wonder, dessin d'Élodie Durand, Delcourt, collection Mirages, 2016
- Une vie de moche[52], dessin de Cécile Guillard, 2019

### Théâtre
- Le Problème, éditions Théâtre Ouvert, collection Tapuscrit no 119, 2008  (ISBN 978-2-904742-91-0) (BNF 41348611)[53]
- Un deux un deux, 2010[54]
- Le Foie, Théâtre Ouvert, 2012[55]
- Non-réconciliés, 2012[56]
- La Grande Histoire, 2013[57]
- La Devise, Les Solitaires intempestifs, coll. "Jeunesse", 2015[58]
- Contagion, Les Solitaires intempestifs, 2017[59]
- La Bonne Nouvelle, Les Solitaires intempestifs, 2018[60]
- Nous sommes plus grands que notre temps, d'ores et déjà, 2018
- Le Lien, mise en scène de Panchika Velez, théâtre Montparnasse, 2019
- Piscine(s), mise en scène de Matthieu Cruciani, pièce créée pour le CDN de Colmar, 2020
- Ta rage n'aura pas de fin (face public), mise en scène de Régis Flores, théâtre populaire Nantais, 2024

## Filmographie

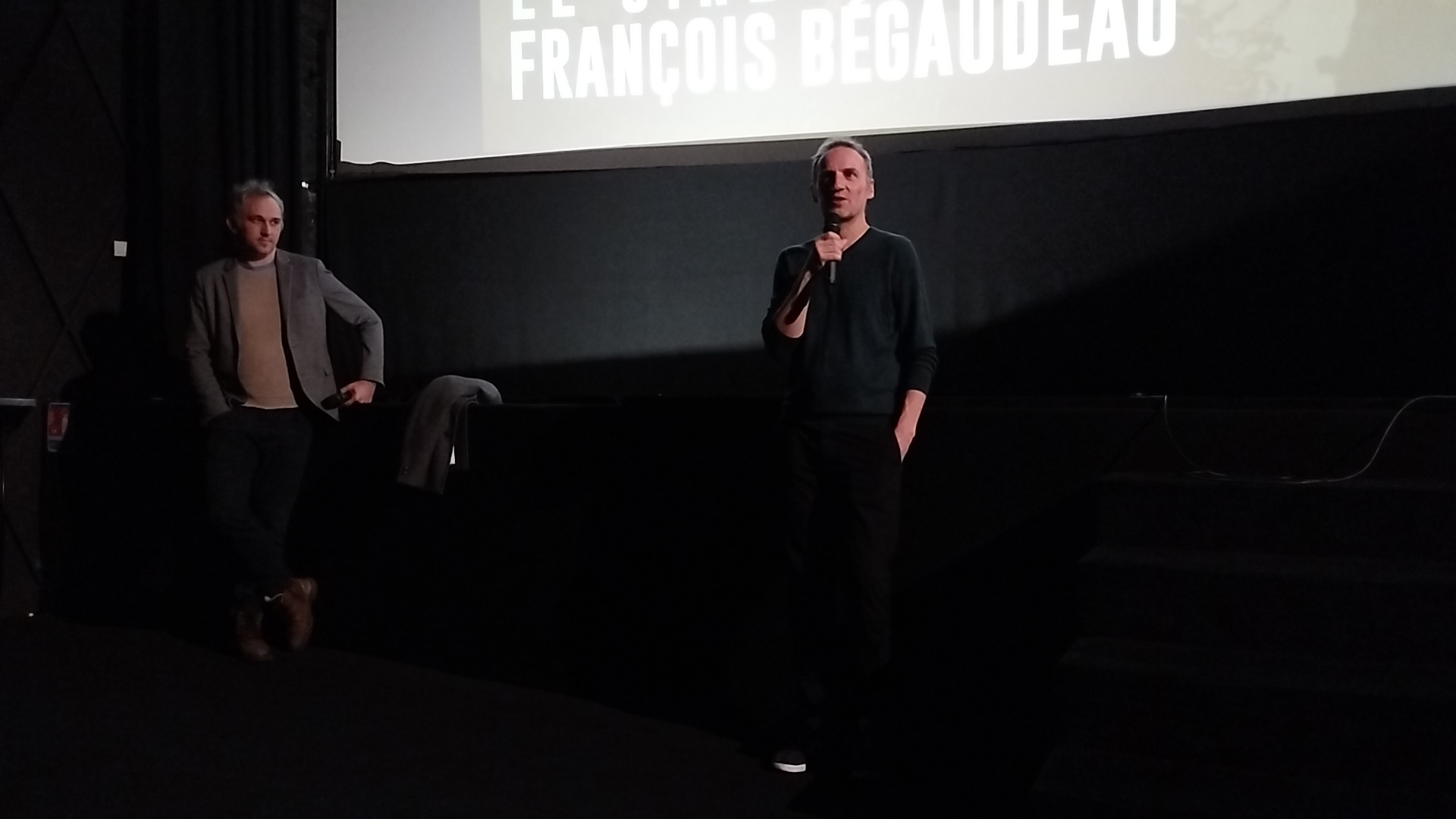
François Bégaudeau présentant Ceux qui vont bien à L'Arlequin.

### Scénariste
- 2008 : Entre les murs (scénario avec Laurent Cantet) Palme d'or à Cannes en 2008.
- 2011 : Sport de filles (consultant)
- 2014 : Max et Lenny (avec Fred Nicolas)
- 2015 : Un homme d'État (avec Pierre Courrège)
- 2016 : Rupture pour tous d'Éric Capitaine
- 2024 : La Prisonnière de Bordeaux de Patricia Mazuy[62] (avec Pierre Courrège et Patricia Mazuy)

### Réalisateur
- 2007 : Jacques, court métrage du collectif Othon tourné à Brest
- 2017 : N'importe qui, documentaire[63]
- 2020 : Autonomes, docufiction[64],[65]

### Acteur
- 2008 : Entre les murs de Laurent Cantet : François Marin
- 2016 : Rupture pour tous d'Éric Capitaine : Le psy